# Olivier Guillot
Olivier Guillot (* 3. April 1932 in Paris; † 17. August 2023 in Château-Gontier) war ein französischer Rechtshistoriker. Er war ein Spezialist für die Rechts- und Institutionengeschichte des frühen Mittelalters.
Olivier Guillot wurde im 14. Arrondissement von Paris geboren. Er war der Sohn eines Pharmazieprofessors und studierte Jura. 1957 schloss er sein Studium am Pariser Institut für politische Studien in der Abteilung für öffentliche Dienste ab. Unter der Leitung von Jean-François Lemarignier verfasste er eine Staatsarbeit in Rechtsgeschichte und assistierte ihm bei seinen Kursen an der Pariser Rechtsfakultät. 1969 verteidigte er seine Dissertation an der Universität Paris II. Im selben Jahr seiner Promotion wurde er in die Abteilung für Rechtsgeschichte aufgenommen.
Olivier Guillot war Professor an den juristischen Fakultäten der Universität Limoges und der Universität Rouen. 1979 übernahm er die Nachfolge seines Lehrers Jean-François Lemarignier als Lehrstuhlinhaber für die Geschichte mittelalterlicher Institutionen an der Universität Paris IV. Bis zu seiner Pensionierung im Juni 2000 lehrte er an der Paris IV Sorbonne. Ab 1980 lehrte er außerdem mittelalterliche Geschichte an der Katholischen Universität des Westens in Angers und nach seiner Pensionierung am Katholischen Institut für Höhere Studien (ICES) in La Roche-sur-Yon.

## Publikationen (Auswahl)
- Le comte d’Anjou et son entourage, Paris, A. et J. Picard, 1972 (thèse d’histoire du droit).
- Pouvoirs et institutions dans la France médiévale. Tome 1: Des origines à l’époque féodale (en collaboration avec Yves Sassier), Paris, Armand Colin, 1994 (= Collection U. Histoire médiévale) (2e édition, 1996, 3e édition 1999), ISBN 2-20025072-X (3e éd.).
- Hugues Capet et les premiers Capétiens (= La France au fil de ses rois), Paris, Tallandier, 2002, ISBN 2-235-02319-3.
- Arcana imperii. Recueil d’articles (= Cahiers de l’Institut d’anthropologie juridique, 10), Limoges, PULIM, 2003, ISBN 2-84287-273-8.
- Arcana imperii, II, préface de Jean Favier (= Cahiers de l’Institut d’Anthropologie juridique, 23), Limoges, PULIM, 2010, ISBN 978-2-84287-511-4.
- Arcana imperii, III, préface de Jacques Krynen (= Cahiers de l’Institut d’Anthropologie juridique, 24), Limoges, PULIM, 2010, ISBN 978-2-84287-512-1.
- Saint Martin, apôtre des pauvres, Paris, Fayard, 2008, ISBN 978-2-21363415-9.